# Волока (повозка)

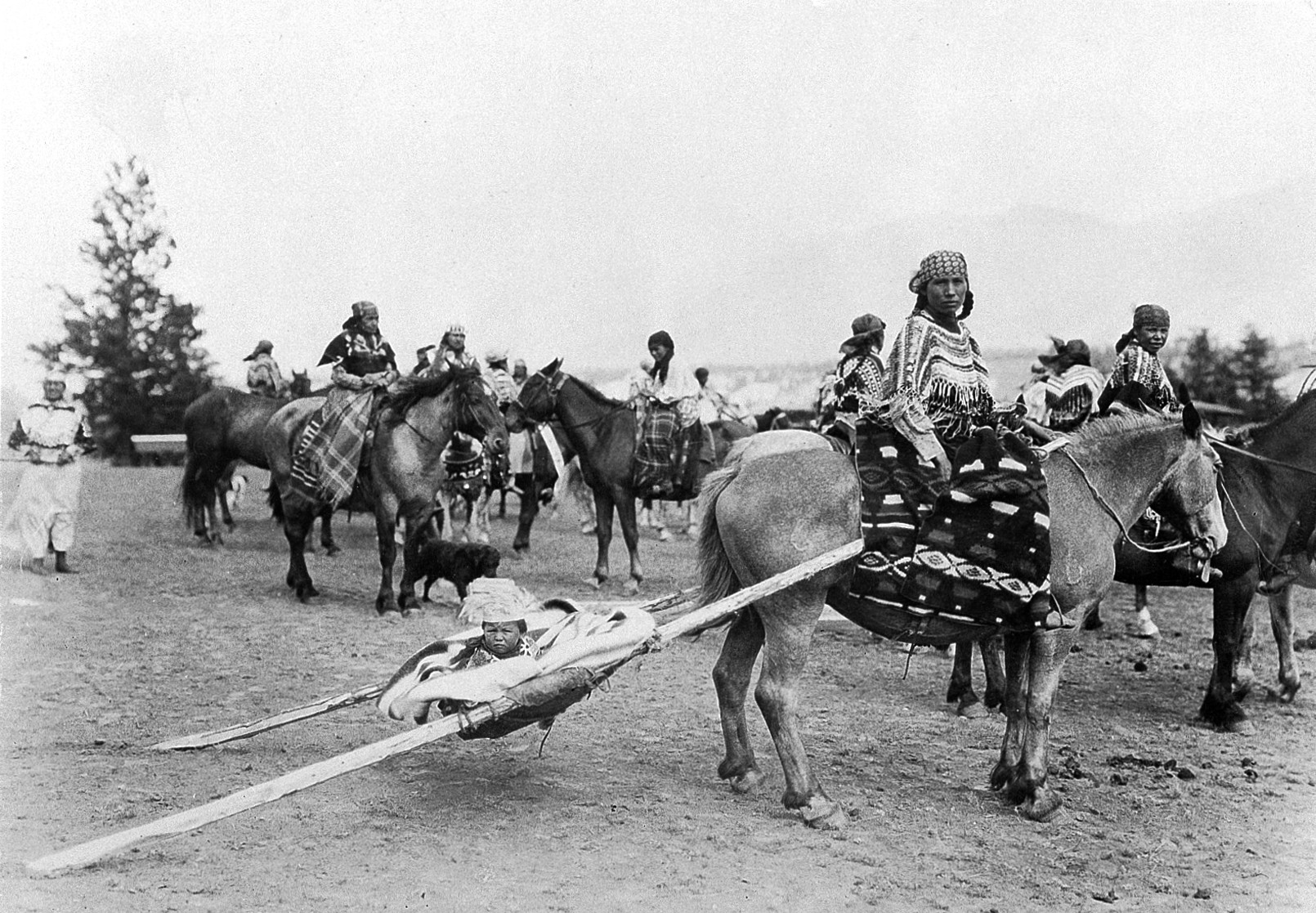
Волокуша индейцев, Британская Колумбия (Канада)

Воло́ка (волоку́ша, волочуга, волочня, волочень, волоковица, колодка; в Подмосковье — также вози́лка, подволо́ка, ужи́ца, волочи́ла, волочи́льник, поло́зья, таску́ша, вы́волочка) — транспортное средство для перевозки грузов, предок саней. Было широко распространено в частности, северных и северо-восточных губерниях Российской империи, а также у коренных народов Сибири, Дальнего Востока и Северной Америки (индейцев и инуитов);.

## История
В составленном в XIX веке Толковом словаре живого великорусского языка о русских диалектах В. Далем написано: «есть деревни в непроезжих лесах и болотах; жители не знают колеса, а ездят, по мокрому мху, на волочугах…».

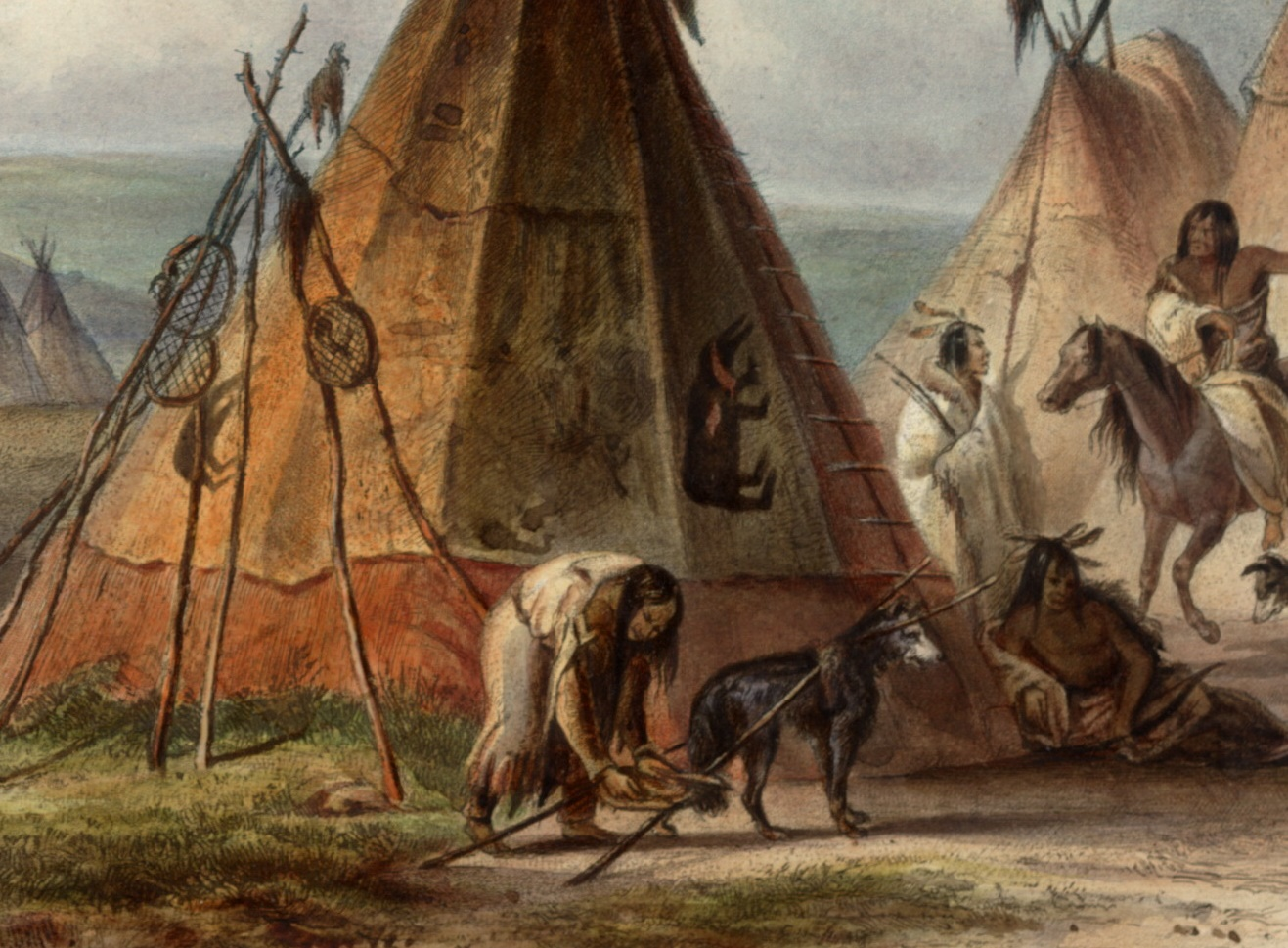
Собачья упряжка-волокуша народа ассинибойнов, рисунок Карла Бодмер, 1844 год

Волока состояла из длинных жердей, как правило, берёзовых стволов, выкопанных из почвы с частью корней («кокоркой»), соединённых между собой деревянной поперечиной.
В жерди или лесины, как в оглобли, впрягается вьючное животное: в их качестве могли выступать лошади, быки или собаки. Концы оглоблей волочатся по земле, наподобие санных полозьев. На перечне укрепляется берестяной плетёный из ветвей или кузов, куда помещается кладь. Также с этой же целью на кокорки кладут сучья и ветви, а на них — кладь. В России XIX-начала XX века на волокушах чаще всего перевозили брёвна из леса ввиду того, что из-за отсутствия дорог использовать для этого колёсный транспорт было практически невозможно. Для этой цели в центре перечня присутствовало специальное отверстие для вставки вертлюга со шляпкой, к нижней оконечности которого, обладавшей ушками, выволакиваемые бревна привязывались с помощью верёвок. В Финляндии и Карелии похожая конструкция именовалась «пурит» и отличалась тем, что имела две поперечные перекладины. Также на волокушах нередко перевозили копны сена или соломы.

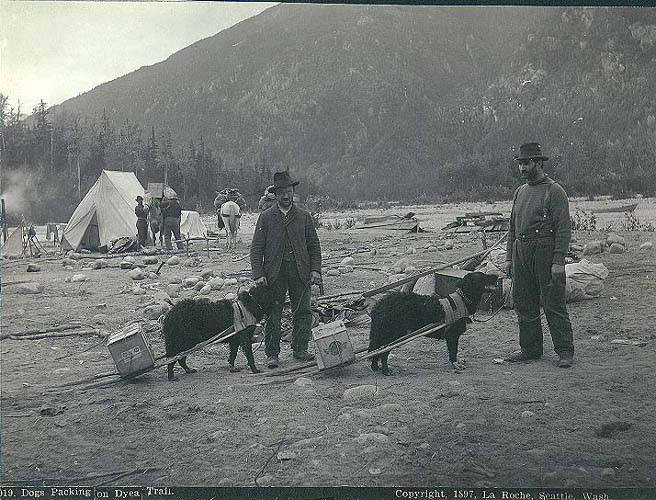
Волокуши, запряжённые собаками, Клондайк (Аляска, США), 1897 год

В настоящее время волока местами продолжает использоваться в болотистых районах России при вывозке заготовленного сена и при вывозе скирд в зимнее время. Как правило, вместо лошади используется трактор.
«Волокушами» также называются навесные механизированные устройства для сбора сена и соломы рассыпного или из валков, а также используемых для сбора копен в место стогометания (скирдования), к примеру ВУ-400.
Также «волокушей» назывался род беззубой бороны для уравнивания земли под пашню и заволакивания семян после пахоты. Конструктивно такая волокуша представляла собой несколько молодых берёзок, привязывавшихся верёвкой у комлей, другой конец верёвки соединяли с постромками — деталью конской упряжи, через которой лошадь запрягалась к волокуше (хотя нередко вместо лошади волокуша перемещалась человеком, как правило, подростком). В XIX веке такая волокуша использовалась редко, предпочтение отдавалось более совершенным орудиям, таким, как борона. И сейчас таким образом называется изделие (волокуша-гладилка) используемое для устройства зимников, уплотнения снега, при достижении им толщины в 10 сантиметров.